# Smilax brasiliensis
Smilax brasiliensis är en enhjärtbladig växtart som beskrevs av Spreng.. Smilax brasiliensis ingår i släktet Smilax och familjen Smilacaceae. Inga underarter finns listade.